# Saló Internacional del Còmic de Barcelona de 2006
El 24è Saló Internacional del Còmic de Barcelona es va celebrar al Palau 2 de la Fira de Barcelona entre el dijous 8 i el diumenge 11 de juny de 2006. El tema central del Saló fou la Guerra Civil espanyola, de la qual se'n complien 70 anys. El Saló va tematitzar l'efemèride mitjançant l'organització de tres exposicions que posaven de manifest la relació entre la guerra civil i el còmic. Per una banda, "La Guerra de Paper, 1936-1939" va exposar còmics, cromos i cartells pertanyents al bàndol republicà i al nacional, respectivament, posant de manifest com cada bàndol utilitzava els recursos gràfics com a mitjà de transmissió de la seva ideologia. D'altra banda, "La gàbia de la memòria, 1936-1939" va exposar còmics publicats a partir de 1939 i fins a l'actualitat que han abordat la Guerra Civil. Entre els diversos autors, hi constaven Felipe Hernández Cava, Miguel Gallardo, El Roto o Vittorio Giardino. Sumant-se a la commemoració de contesa bèl·lica, l'humorista gràfic Antonio Fraguas de Pablo va presentar també el llibre Historia de aquí: la guerra incivil, amb efemèrides de la segona república i la Guerra Civil espanyola. Finalment, l'exposició dedicada a Carlos Giménez, guanyador del Gran Premi del Saló de 2005, va constituir un repàs a l'espanya franquista, amb la mostra d'originals pertanyents a obres com Paracuellos, Barrio, Los Profesionales i també España: Una, Grande y Libre, que abraça la transició.
La gran atenció mediàtica se la va emportar el dibuixant americà David Lloyd, que feia acte de presència al Saló coincidint amb la presentació de V de Vendetta. La pel·lícula era una adaptació al cinema del còmic V for Vendetta publicat el 1981, amb dibuixos de Lloyd i guió d'Alan Moore.
El Saló va ocupar una superfície de 15.000 m², repartits en dues grandes àrees. La primera va allotjar entre 120 i 130 expositors i l'altra fou reservada a les activitats.
La 24a edició va tancar amb un gran èxit de públic, que va batre un nou rècord amb més de 95.000 visitants. Aquesta xifra va suposar un increment de públic d'un 8% respecte a l'any anterior.

## Novetats
El gran nombre d'exposicions amb les quals va comptar el Saló fou la gran novetat de la 24a edició. Carles Santamaría, que reprenia la direcció tot substituint a Pilar Gutiérrez, va voler posar l'accent a l'oferta cultural del certamen, duplicant el nombre d'exposicions respecte a l'edició anterior i augmentant substancialment el nombre de taules rodones i debats. Així mateix, el Saló va emprendre una nova iniciativa dedicada a la mostra del còmic estatal mitjançant l'organització de mostres d'obres provinents de diferents comunitats autònomes. El primer convidat d'aquest nou espai cultural fou el còmic de Madrid, que va comptar amb la seva pròpia exposició.
Pel que fa al palmarès, també hi va haver novetats. Els premis foren ampliats amb un nou guardó addicional, reservat a la categoria de millor dibuix. El premi, dotat amb 3.000 euros, tenia per objectiu el reconeixement específic del treball artístic dels dibuixants.

## Cartell
Javi Rodríguez fou l'encarregat d'elaborar el cartell promocional de la 24a edició del Saló. El dibuixant asturià havia sigut nominat a la categoria autor revelació de 1999 per Love Gun i havia competit per la millor obra el 2003 amb Wake up. El cartell mostra un personatge amb un cap enorme i disfressat de Capitán Trueno que està assegut i llegint un còmic. Al fons s'entreveu la silueta de les dues Torres Venecianes de la Plaça d'Espanya, seu del Saló. Segons Rodrigues, inicialment havia dissenyat el personatge vestint el característic jersei blau cel del Tintín però Ficomic li va suggerir de canviar-lo per evitar problemes amb els drets d'autor dels hereus d'Hergé.

## Exposicions

### Exposicions centrals
- La Guerra de Paper, 1936-1939: Els còmics de la Guerra Civil espanyola. Exposició dedicada a la relació entre còmic i el conflicte bèl·lic, amb motiu del 70è aniversari de la Guerra Civil espanyola. L'exposició va mostrar còmics, cromos, retallables i cartells editats durant la guerra. L'exposició fou comissariada per Antonio Martín.

- La Gàbia de la Memòria, 1936-1939: Una reflexió sobre la Guerra Civil espanyola. Exposició dedicada a la relació entre còmic i la Guerra Civil, com a continuació de l'anterior exposició. Va incloure originals d'obres dibuixades a partir de 1939 i fins al present que han tractar sobre la Guerra Civil. Entre els nombrosos autors, destacaven Felipe Hernández Cava, Federico del Barrio, Raúl, Miguel Gallardo, El Roto, Roger Subirachs, Vittorio Giardino i Antonio Hernández Palacios, entre d'altres. L'exposició fou comissariada per Antonio Martín.

- El Capitán Trueno. El viatge per l'aventura. Exposició centrada el còmic El Capitán Trueno, de Víctor Mora i Ambrós el 1913. Va exposar originals pertanyents a diverses èpoques del còmic. La mostra fou comissariada per Joan Navarro amb la col·laboració d'Ediciones B.

- Luis Royo. Per la sendera dels somnis. Exposició dedicada a l'il·lustrador Luis Royo, amb una escenografia inspirada en l'univers gràfic de l'autor i amb una mostra variada d'originals de Royo. L'exposició va comptar amb la col·laboració de Norma.

- Mostra de còmic de Madrid. Exposició dedicada a mostrar la producció de còmics procedent de Madrid.

- V de Vendetta, d'Alan Moore i David Lloyd. Exposició amb 45 originals del dibuixant David Lloyd pel còmic V de Vendetta. L'exposició itinerant acabava d'arribar de Londres.

### Exposicions dels guanyadors del Saló del Còmic de 2004
- Carlos Giménez. Exposició dedicada a l'obra de l'autor madrileny Carlos Giménez, guanyador del Gran Premi del Saló de 2005. L'exposició fou centrada en l'obra més social i històrica de l'autor, fent un recorregut per l'Espanya franquista des dels anys 1940, amb l'obra Paracuellos (còmic), passant pels anys 1960-70 amb la sèrie Los profesionales i acabant en la transició, amb el còmic España: Una, Grande y Libre.

- Raquel Alzate, El bos il·lustrat. Exposició dedicada a Raquel Alzate, proclamada autora revelació de 2005 amb el còmic Cruz del Sur. L'exposició va fer un repàs als mons fantàstics de l'autora, amb il·lustracions de llibres com Mitologika (una recopilació de contes tradicionals bascs a càrrec d'Aritza Vergara) o Cruz del Sur (amb guió de Luis Durán), a part de mostrar també l'obra més recent de l'autora.

- Miguelanxo Prado. Una ironia especulativa. Exposició dedicada a Miguelanxo Prado, autor guanyador del premi a la millor obra i del premi al millor guió de 2005 per La mansión de los Pampín. La mostra, amb una escenografia inspirada en l'àlbum La mansión de los Pimpín, va mostrar pàgines originals de diverses obres de l'autor.

### Exposicions paral·leles fora del recinte firal
- Bill Sienkiewicz. Del 8 a l'11 de juny, la Galeria Safia va acollir una exposició antològica del nord-americà Bill Sienkiewicz, dibuixant que va revolucionar els còmics de superherois dels anys 1980 amb el seu estil artístic que defugia el cànon figuratiu de l'època. Ubicació: Galeria Safia (C/ Bruniquer, 9).[2]

## Invitats
Invitats destacats d'aquesta edició del Saló foren David Lloyd, Kyle Baker, Guy Delisle, Brian Azzarello, Dave Gibbons, Jean Claude Mézières, René Pétillon, Mike McKone, Jill Thompson, Phoebe Gloekner, Bill Sienkiewicz, Teddy Kristiansen i Vittorio Giardino, entre d'altres.
A nivell estatal hi can acudir Juan Berrio, Juanjo Guarnido, Carlos Giménez, Víctor Mora, Jan, Purita Campos, Pere Joan, Antonio Fraguas de Pablo i Max, entre molts d'altres.

## Palmarès

### Gran Premi del Saló
Premi atorgat en reconeixement de tota una trajectòria professional. Dotat amb 6.000 euros.
- Víctor de la Fuente

### Millor obra
Premi dotat amb 3.000 euros.
| Títol                           | Autor                             | Editorial          |
| ------------------------------- | --------------------------------- | ------------------ |
| Blacksad 3. Alma roja           | Juan Díaz Canales Juanjo Guarnido | Norma              |
| Capital de provincias del dolor | Santiago Valenzuela               | Edicions de Ponent |
| Carlitos Fax                    | Albert Monteys                    | El Jueves          |
| Cuerda de presas                | Jorge García Fidel Martínez       | Astiberri          |
| La torre blanca                 | Pablo Auladell                    | Edicions de Ponent |

### Millor obra estrangera
Premi sense dotació econòmica.
| Títol                     | Títol original                                   | Autor                     | Editorial          | País         |
| 20th Century Boys         | Nijūisseiki Shōnen                               | Naoki Urasawa             | Planeta DeAgostini | Estats Units |
| El fotógrafo              | Le Photographe                                   | Guibert Lefévre Lemercier | Glénat             | França       |
| Los combates cotidianos 2 | Les quantités négligeables (Le combat ordinaire) | Manu Larcenet             | Norma              | França       |
| Madre vuelve a casa       | Mother, Come Home                                | Paul Hornschemeier        | Astiberri          | Estats Units |
| Pyongyang                 | Pyongyang                                        | Guy Delisle               | Astiberri          | França       |

### Autor revelació
Premi dotat amb 3.000 euros.
| Autor           | Títol                   | Editorial          |
| --------------- | ----------------------- | ------------------ |
| Pablo Auladell  | La torre blanca         | Edicions de Ponent |
| David Rubín     | El circo del desaliento | Astiberri          |
| Fidel Martínez  | Cuerda de presas        | Astiberri          |
| Jorge García    | Cuerda de presas        | Astiberri          |
| Pedro Rodríguez |                         |                    |

### Millor fanzine
Premi dotat amb 1.200 euros.
| Títol           |
| --------------- |
| Cabezabajo      |
| Arruequen       |
| Barsowia        |
| Fanzine Enfermo |
| ¡Qué suerte!    |

### Millor dibuix
Premi dotat amb 3.000 euros.
| Títol                           | Autor           | Editorial          |
| ------------------------------- | --------------- | ------------------ |
| Blacksad 3. Alma roja           | Juanjo Guarnido | Norma              |
| Claus y Simón                   | Daniel Acuña    | Glénat             |
| Cuentos de la estrella legumbre | Javier Olivares | Media Vaca         |
| El vals del Gulag               | Rubén Pellejero | Glénat             |
| La torre blanca                 | Pablo Auladell  | Edicions de Ponent |

### Millor guió
Premi dotat amb 3.000 euros.
| Títol                           | Autor                         | Editorial          |
| ------------------------------- | ----------------------------- | ------------------ |
| Carlitos Fax                    | Albert Monteys                | El Jueves          |
| Capital de provincias del dolor | Santiago Valenzuela           | Edicions de Ponent |
| La ilusión de Overlain          | Luis Durán                    | Planeta DeAgostini |
| Cuerda de presas                | Jorge García i Fidel Martínez | Astiberri          |
| Modotti 2                       | Ángel de la Calle             | Sin Sentido        |

### Millor revista
Premi dotat amb 1.200 euros.
| Títol                             | Editorial |
| --------------------------------- | --------- |
| El Jueves                         |           |
| Dolmen                            |           |
| Dos veces breve                   |           |
| Humo                              |           |
| NSLM (Nosotros Somos Los Muertos) |           |

### Premi del públic
- Con buen talante de José Manuel Puebla

## Actes
| Data                | Hora     | Taula rodona                           | Participants |
| ------------------- | -------- | -------------------------------------- | --- |
| Dijous 8 de juny    | 16.30 h. | Autors de i a Madrid                   | Javier Olivares (dibuixant) Luis Durán (dibuixant) Lorenzo Díaz (crític i guionista de còmics) Carlos García-Romeral (coordinador de "Bibliotecas Públicas de Madrid") Moderació: Luis Alberto de Cuenca (escriptor) |
| Dijous 8 de juny    | 18.00 h. | La política dintre de la vinyeta       | Juan Fernando López Aguilar (ministre de Justícia) José Luis Martín (autor i editor) René Pétillon (autor de còmics) Toni Batllori (humorista gràfic) Luis Conde (historiador d'humor gràfic) Moderació: Vicent Sanchís |
| Divendres 9 de juny | 11.00 h. | Tebeos fora de joc                     | Claudi Biern (president de BRB) Joaquim Muntanyola (dibuixant i humorista gràfic) Francisco Ibáñez Oscar Nebreda Moderació: Kap |
| Divendres 9 de juny | 12.30 h. | Fot-li fort que és còmic en català     | Francisco Pérez Navarro (guionista de còmics) Dani Boada (autor de cómics) Xavier Bru de Sala Mercè Canela (directora de Cavall Fort) Fer Moderació: Toni Puig (editor) |
| Divendres 9 de juny | 16.30 h. | Còmics de sang i tinta                 | Brian Azzarello (guionista) Paco Camarasa (editor de novel·la negra) Andreu Martín (novel·lista i guionista) Juanjo Guarnido Moderació: Juanjo Sarto (escriptor i guionista) |
| Divendres 9 de juny | 18.00 h. | Historietes en fotogrames              | David Lloyd (autor de còmics) Jean Claude Mézières (autor de còmics) Jaume Balagueró (director de cine) Horacio Altuna Moderació: Juanjo Sarto (escriptor i guionista) |
| Dissabte 10 de juny | 11.00 h. | La recuperació de la memòria històrica | Dolors Genovés (periodista d'investigació) Gabriel Cardona (historiador) Juste de Nin (dissenyador yiautor de còmics) Miguel Gallardo Neus Català (militant antifeixista i supervivent del camp de concentració nazi de Ravensbrück) Antonio Martín (historiador i teòric de còmics) Moderació: Juanjo Sarto (escriptor i guionista) |
| Dissabte 10 de juny | 12.30 h. | Els nous reptes dels superherois       | Pasqual Ferry (autor de còmics) Ramón F. Bachs (autor de còmics) Olivier Coipel (autor de cómics) Steven T. Seagle (guionista) Mike McKone (autor de còmics) Moderació: Koldo Azpitarte |
| Dissabte 10 de juny | 16.30 h. | El Capitán Trueno: la força d'un mite  | Armonía Rodríguez (escriptora) Joan Navarro Pepe Gálvez (guionista de còmics) Moderació: Jaume Vidal (periodista) |
| Dissabte 10 de juny | 18.00 h. | Còmics continentals i transatlàntics   | Dave Gibbons (autor de cómics) Jacques Loustal (autor de còmics i il·lustrador) Miguelanxo Prado Rubén Pellejero (autor de còmics) Moderació: Toni Guiral (guionista i historiador de còmics) |
| Dissabte 10 de juny | 19.30 h. | Dones de còmic                         | Jill Thompson (autora de còmics) Phoebe Gloeckner (autora de còmics) Purita Campos Laura Pérez Vernetti Moderació: Mar Calpena (periodista) |
| Diumenge 11 de juny | 11.00 h. | Còmics per a gent que hi entén         | Lluís Maria Todó (novel·lista) David Cantero (autor de còmics) Javi Cuho (guionista de còmics) Gemma Arquero (guionista) Moderació : Sebas Martín (director de Claro que sí cómics) |
| Diumenge 11 de juny | 12.30 h. | Ciberdebat: webs i logos               | Álvaro Pons (La Cárcel de Papel) Marisol Hernández (ComicVia) Raúl López (Zona Negativa) Sergio Morales (Tirafrutas) Moderació: Tomás Pardo (periodista) |
| Diumenge 11 de juny | 16.30 h. | Historietes musicals                   | Bill Sienkiewicz (autor de còmics) Jaume Sisa Tha (autor de còmics i músic) Gani Jakupi (il·lustrador) Moderació: Joan Navarro |

## Pressupost
El presupuesto per a l'edició d'enguany fou de 650.000 euros, segons va informar Carles Santamaría. Aquesta xifra va representar un 5% més que l'edició prèvia.